# Leslie Mann
Leslie Mann, född 26 mars 1972 i San Francisco i Kalifornien, är en amerikansk skådespelare.
Mann fick uppmärksamhet 1997 för sin roll som Ursula Stanhope i filmen Djungel-George. Sedan dess har hon spelat i filmer som The 40 Year-Old Virgin (2005), På smällen (2007) och dess uppföljare This Is 40 (2012).
Leslie Mann är sedan 1997 gift med filmproducenten Judd Apatow och deras döttrar Maude Apatow och Iris Apatow är också verksamma skådespelare.

## Filmografi i urval
- 1991 – Virgin High
- 1994 – Birland
- 1996 – Bottle Rocket (ej krediterad)
- 1996 – The Cable Guy
- 1996 – Hon är min
- 1996 – Last Man Standing
- 1996 – Cosas que nunca te dije
- 1997 – Djungel-George
- 1999 – Big Daddy
- 2000 – Nollor och nördar (TV-serie)
- 2000 – Timecode
- 2001 – Perfume
- 2002 – Orange County
- 2002 – Stealing Harvard
- 2005 – The 40 Year-Old Virgin
- 2007 – På smällen
- 2008 – Drillbit Taylor
- 2009 – 17 Again
- 2009 – Shorts
- 2009 – I Love You Phillip Morris
- 2009 – Funny People
- 2011 – Rio (röst)
- 2012 – ParaNorman (röst)
- 2012 – This Is 40
- 2013 – The Bling Ring
- 2014 – Rio 2 – Prövar vingarna i Amazonas (röst)
- 2014 – Herr Peabody & Sherman (röst)
- 2014 – The Other Woman
- 2015 – Ett päron till farsa: Nästa generation
- 2016 – How to be Single
- 2016 – The Comedian
- 2018 – Blockers
- 2018 – Welcome to Marwen
- 2019 – Motherless Brooklyn
- 2020 – Min fru går igen
- 2022 – Cha Cha Real Smooth
- 2025 – Poetic License